# John Howe
John Howe (născut pe 21 august, 1957 în Vancouver, Columbia Britanică, Canada) este un ilustrator de cărți, care traieste în  Neuchâtel, Elveția. La un an dupa ce a absolvit liceul, a studiat în Franța la Strasbourg apoi la École des Arts Décoratifs.
Este cunoscut pentru ilustrațiile făcute pentru seria Stăpânul inelelor de  J.R.R. Tolkien. Howe împreună cu notatul artist Alan Lee au lucrat ca designeri principali la triologia Stăpânul inelelor a lui Peter Jackson. Howe a făcut și ilustrațiile pentru jocul Stăpânul inelelor creat de Reiner Knizia.
Lucrările sale includ și teme legate de  mitologia anglo-saxonă cum ar fi legenda personajului Beowulf.
Pentru următoarele filme din seria The Hobit directorul Guillermo del Toro s-a consultat cu Howe și cu Alan Lee pentru a asigura continuitatea designului.